# 漢斯·費英格
費英格（德語：Hans Vaihinger，發音：[hans ˈfaɪɪŋɐ]；1852年9月25日—1933年12月18日）是19世紀的德國哲學家，主要哲學著作為《彷彿哲學》(《Die Philosophie des Als Ob》，1911年出版)。
費英格出生於内伦，在哈雷去世。
費英格受到伊曼努爾·康德、亞瑟·叔本華和弗里德里希·艾伯特·朗格哲學的影響，提出“虛構”理論作為其“彷彿”（as if）哲學的基礎，被認為在實用主義方向發展了康德主義。

## 仿彿哲學
費英格于其著作《彷彿哲學》提出一種哲學觀點，認為人類為了在非理性、無序的世界安寧的生存下去，甘于接受“虛構”與謊言。人類為了生存，必須對現實的各種現像創立各種“虛構”的解釋，“彷彿”相信這種反映現實的方法是有理性根據的，而將有邏輯矛盾的部份忽視，置之不理。
例如在物理學，人類必須“仿彿”認為有一個不依賴主觀的物質世界；倫理學方面，人類必須“彷彿”認為各種倫理規則在人類社會是可行的；在宗教方面，基督教教徒必須“仿彿”深信上帝的存在。
彷彿哲學顯然接受了康德“知識是局限於現象而不可能達到自在之物”的觀點。

## 大事紀
- 1852年9月25日費英格在符騰堡出生。
- 1876年開始寫《彷佛哲學》。
- 1896年在多個德國以外的學者協助下開始著述《康德研究》(Kantstudien)。
- 1904年創立康特學會。
- 1906年在哈雷-维滕贝格大学教哲學，由於近視問題而不得不退休。
- 1911年《彷佛哲學》出版。
- 1933年12月18日在哈雷去世。